# Pidonia sciaphila
Pidonia sciaphila är en skalbaggsart som beskrevs av Mikio Kuboki 2001. Pidonia sciaphila ingår i släktet Pidonia och familjen långhorningar. Inga underarter finns listade i Catalogue of Life.